# Tim Donnelly
Pour les articles homonymes, voir Donnelly.
Pas d'image ? Cliquez ici

a Compétitions nationales et continentales officielles uniquement.

Dernière mise à jour le 2 janvier 2018.
Tim Donnelly, né le 12 juin 1980 à Sydney (Australie), est un joueur de rugby à XV australien évoluant au poste de demi d'ouverture (1,70 m pour 83 kg).

## Carrière

### En club
- 2004-2006 :  Waratahs  Australie
- 2006-2007 :  CA Brive  France
- 2007-2009 Connacht[2]  Irlande

### En équipe nationale
- Tim Donnelly a connu des sélections en :
  - équipe d'Australie des -21 ans
  - équipe d'Australie de rugby à 7